# Пэн Цинхуа
Пэн Цинхуа (кит. 彭清华; род. в апреле 1957 г., Дае, Хуанши, Китай) — китайский политик, член ЦК КПК с 2007 года. Заместитель председателя Постоянного комитета Всекитайского собрания народных представителей 14-го созыва (с 10 марта 2023 года).
С 2018 по 2022 гг. — глава парткома КПК провинции Сычуань, прежде глава парткома КПК Гуанси-Чжуанского автономного района (2012—2018), до того заместитель главы (с 2003) и глава (2009—2012) Канцелярии по связям Центрального народного правительства в Специальном административном районе Гонконг, перед чем порядка 20 лет отработал в Орготделе ЦК КПК.
Член ЦК КПК 17—20 созывов.

## Биография
По национальности ханец. Трудовую деятельность начал в 1974 году.
Имеет степень по философии (бакалавра, полученную в Пекинском ун-те в 1983), а также магистра — из международной бизнес-школы Хунаньского университета. Получил докторскую степень в школе менеджмента Университета Сунь Ятсена (в 2001?).
На протяжении 20 лет, с 1983 по 2003 год, с перерывами на учебу, работал в орготделе ЦК КПК в Пекине.
С 2003 года заместитель директора, в 2009—2012 гг. глава Канцелярии по связям Центрального народного правительства в Специальном административном районе Гонконг (Liaison Office of the Central People's Government in Hong Kong).
В 2012—2018 гг. секретарь комитета КПК Гуанси-Чжуанского автономного района (ГЧАР).
С марта 2018 года секретарь комитета КПК провинции Сычуань, сменил в этой должности Ван Дунмина.
10 марта 2023 года на 3-м пленарном заседании 1-й сессии ВСНП избран заместителем председателя Постоянного комитета Всекитайского собрания народных представителей 14-го созыва.